# Welcome to: Our House
Welcome to: Our House — другий студійний альбом хіп-хоп супергурту Slaughterhouse, виданий лейблами Shady Records та Interscope Records 28 серпня 2012 р. Реліз дебютував на 1-й сходинці чарту Top Rap Albums і на 2-й позиції чарту Billboard 200 з результатом у 52 тис. проданих копій за перший тиждень. 2 вересня альбом також посів 33-тє місце в UK Albums Chart.

## Передісторія
9 лютого 2012 в інтерв'ю XXL Crooked I заявив, що Емінем буде продюсером та запрошеним гостем на платівці. Пізніше Royce da 5'9" повідомив, що він також буде зводити альбом. Назву релізу оголосили у січні 2012 напередодні туру, що розпочався 8 березня виступом у Далласі й закінчився 10 травня у Нашвіллі.

### Перенесння дати випуску та мікстейп
4 червня на шоу 106 & Park Royce da 5'9" сказав, що альбом буде видано у липні, а не 12 червня. Врешті-решт реліз перенесли на 28 серпня. 7 липня 2012 в інтерв'ю Дженні Бум Бум Ройс заявив, що гурт випустить передальбомний мікстейп приблизно в перший тиждень серпня. 6 серпня вийшло промо-відео, в якому можна було почути трек «See Dead People». Репер Sauce tha Boss, підписант C.O.B., лейблу Crooked I, повідомив через свій твіттер-акаунт, що реліз з'явиться у п'ятницю 10 серпня. Проте цього не сталося. 19 серпня о 13 год. за стандартним східним часом мікстейп став приступним для безкоштовного завантаження на сайті DatPiff.

## Сингли
27 лютого 2012 на нью-йоркській радіостанції Hot 97 Funkmaster Flex поставив в етер перший сингл «Hammer Dance». 13 березня пісня з'явилася на iTunes. 25 квітня гурт презентував «My Life». 29 червня Hot 97 у програмі того ж діджея відбулась прем'єра «Throw It Away». 9 серпня на радіостанції Shade 45 під час інтерв'ю з групою та Емінемом прозвучав трек «Goodbye». 21 серпня на iTunes з'явився п'ятий окремок «Throw That».

## Список пісень
| #   | Назва                                        | Продюсер(и)                                              | Тривалість |
| --- | -------------------------------------------- | -------------------------------------------------------- | ---------- |
| 1.  | «The Slaughter» (Intro)                      | Eminem                                                   | 1:16       |
| 2.  | «Our House» (з участю Eminem та Skylar Grey) | Alex da Kid                                              | 5:58       |
| 3.  | «Coffin» (з участю Busta Rhymes)             | Hit-Boy; Eminem*                                         | 3:41       |
| 4.  | «Throw That» (з участю Eminem)               | T-Minus; Eminem*                                         | 3:57       |
| 5.  | «Hammer Dance»                               | AraabMuzik; Eminem*                                      | 3:43       |
| 6.  | «Get Up»                                     | No I.D.                                                  | 5:01       |
| 7.  | «My Life» (з участю Cee Lo Green)            | StreetRunner, Sarom                                      | 4:21       |
| 8.  | «We Did It» (Skit)                           | Eminem                                                   | 0:41       |
| 9.  | «Flip a Bird»                                | Black Key, Zukhan                                        | 4:20       |
| 10. | «Throw It Away» (з участю Swizz Beatz)       | Mr. Porter; Eminem*                                      | 4:15       |
| 11. | «Rescue Me» (з участю Skylar Grey)           | Alex da Kid                                              | 3:39       |
| 12. | «Frat House»                                 | T-Minus; Eminem*                                         | 3:48       |
| 13. | «Goodbye»                                    | Boi-1da; Eminem*; Matthew Burnett**                      | 5:02       |
| 14. | «Park It Sideways»                           | Kane Beatz; Ashanti «The Mad Violinist» Floyd*; Eminem** | 3:56       |
| 15. | «Die»                                        | Mr. Porter                                               | 5:04       |
| 16. | «Our Way» (Outro)                            | Boi-1da; The Maven Boys*; Eminem**                       | 5:40       |

| Бонус-треки делюкс-видання | Бонус-треки делюкс-видання     | Бонус-треки делюкс-видання                         | Бонус-треки делюкс-видання |
| #                          | Назва                          | Продюсер                                           | Тривалість                 |
| -------------------------- | ------------------------------ | -------------------------------------------------- | -------------------------- |
| 17.                        | «Asylum» (з участю Eminem)     | Eminem; Luis Resto**                               | 4:02                       |
| 18.                        | «Walk of Shame»                | StreetRunner, Raymond «Sarom» Diaz, I.L.O; Eminem* | 4:06                       |
| 19.                        | «The Other Side»               | J.U.S.T.I.C.E. League                              | 4:06                       |
| 20.                        | «Place to Be» (з участю B.o.B) | Kane Beatz, JMIKE; Eminem*                         | 3:54                       |

Примітки
* (співпродюсер)
** (додатковий продакшн)
Семпли
- «Get Up» містить семпл з «Ali in the Jungle» у вик. гурту The Hours.
- «My Life» містить семпл з «The Rhythm of the Night» у вик. гурту Corona.
- «Flip a Bird» містить семпл з «Little Bird» у вик. Імоджина Гіпа.
- «Throw It Away» містить семпл з «UFO» у вик. гурту ESG.
- «Park It Sideways» містить семпл з «Real Love» у вик. гурту Delorean.
- «Walk of Shame» містить семпл з «Light of the Morning» у вик. гурту Band of Skulls.
- «Hammer Dance» містить семпл з «Falling Away from Me» у вик. гурту Korn.

## Учасники
- Каллен Брукс — асистент звукоінженера
- Тоні Кампана, Мікі Девіс, Едґар Луна, Ґрехем Марш, Алекс Мерзін, Ферас «Ferrari» Шейка — звукоінженери
- Денаун, Селена Джордан, Слай Джордан — бек-вокал
- Денніс Деннегі — маркетинг, аґент з паблісіті
- Дарт Паркер, DJ Mormile, Ріґґс Моралес, Алісія Ґрехем, Менні Сміт — A&R
- Eminem — виконавчий продюсер, зведення
- Кейт Ферґюсон — гітара
- Джон Фішер — директор студії
- Браян «Big Bass» Ґарднер — мастеринг
- Чед Ґріффіт — фотограф
- Стефані Гсу — креативний директор
- Тоні «56» Джексон — клавішні
- Джо Стрендж — асистент звукоінженера, звукоінженер
- Alex da Kid, Раян Вест — зведення
- Марк Лабель — координатор проекту
- Дебора Менніс-Ґарднер — очищення семплів
- Marvwon — репер
- Джастін Месса — креатив-координатор
- Луїс Ресто — клавішні
- Джейсон Сенґермен — маркетинг
- Майк Сапуто — дизайн
- Лес Скаррі — управління операціями
- Міґель Старцевіч — фото задньої обкладинки
- Майк Стрендж — звукоінженер, клавішні, зведення